# Partia Narodowo-Bolszewicka
Partia Narodowo-Bolszewicka (ros. Национал-большевистская Партия, Nacionał-Bolszewistskaja Partija) – nielegalna rosyjska lewicowo-nacjonalistyczna partia polityczna. Jej liderem od początku istnienia był Eduard Limonow. Partia Narodowo-Bolszewicka została zdelegalizowana 29 czerwca 2005 roku przez Sąd Obwodowy w Moskwie.  W roku 2007 działalność Partii została zakazana, jednak mimo tego Partia Narodowo-Bolszewicka kontynuuje nielegalne działania.  Partyjną ideologią jest narodowy bolszewizm stanowiący połączenie komunizmu, nacjonalizmu i eurazjatyzmu.
Flagą NBP jest czerwony sztandar z białym kołem i wpisanym weń czarnym sierpem i młotem.
Partia Narodowo-Bolszewicka należy do najsprawniejszych formacji politycznych w Rosji. Jej członkowie nazywani są „nacbolami” bądź „limonowcami”.

## Ideologia

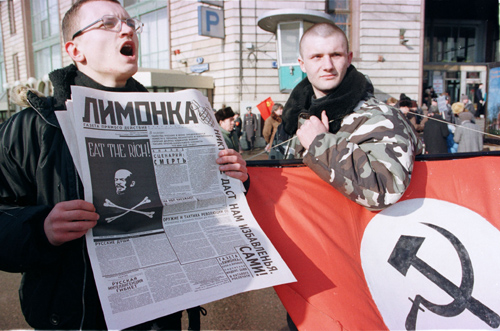
Narodowi Bolszewicy z partyjną flagą i gazetą Limonka

Partia Narodowo Bolszewicka głosi idee narodowego-bolszewizmu, która stworzona została przez Nikołaja Ustriałowa. Zakładał on, że bolszewizm będzie ewoluował w kierunku rosyjskiego nacjonalizmu. Narodowy bolszewizm był również ideą żywą w Republice Weimerskiej gdzie jego przedstawicielem był Ernst Niekisch. Partia broni historycznego dziedzictwa stalinizmu podkreśla jednak, że nie chce odtworzyć tego systemu. Badacze opisali ideologię Partii jako mieszaninę idei skrajnie lewicowych i prawicowych.. W przyjętym w 2004 roku programie głosi się, że celem Partii Narodowo-Bolszewickiej jest „przekształcenie Rosji w nowoczesne, silne państwo szanowane przez inne kraje i kochane przez swoich obywateli” poprzez rozwój społeczeństwa obywatelskiego, wolności mediów i społecznej sprawiedliwości.
Partia łączy skrajnie lewicowe hasła z retoryką wielkomocarstwową. Od 2004 roku żąda również zakończenia cenzury mediów i przeprowadzenia wolnych wyborów do Dumy.

## Kontrkultura
Od momentu swojego powstania Partia Narodowo Bolszewicka utrzymuje związki z przedstawicielami rosyjskich kontrkultur młodzieżowych. Członkami Partii jest wielu artystów, związane są z nią liczne zespoły punk rockowe. Członkami Partii byli m.in. założyciel zespołu Grażdanskaja Oborona Jegor Letow i znany pisarz Zachar Prilepin, który opisał narodowych bolszewików w swojej powieści Sańkja.

## Historia

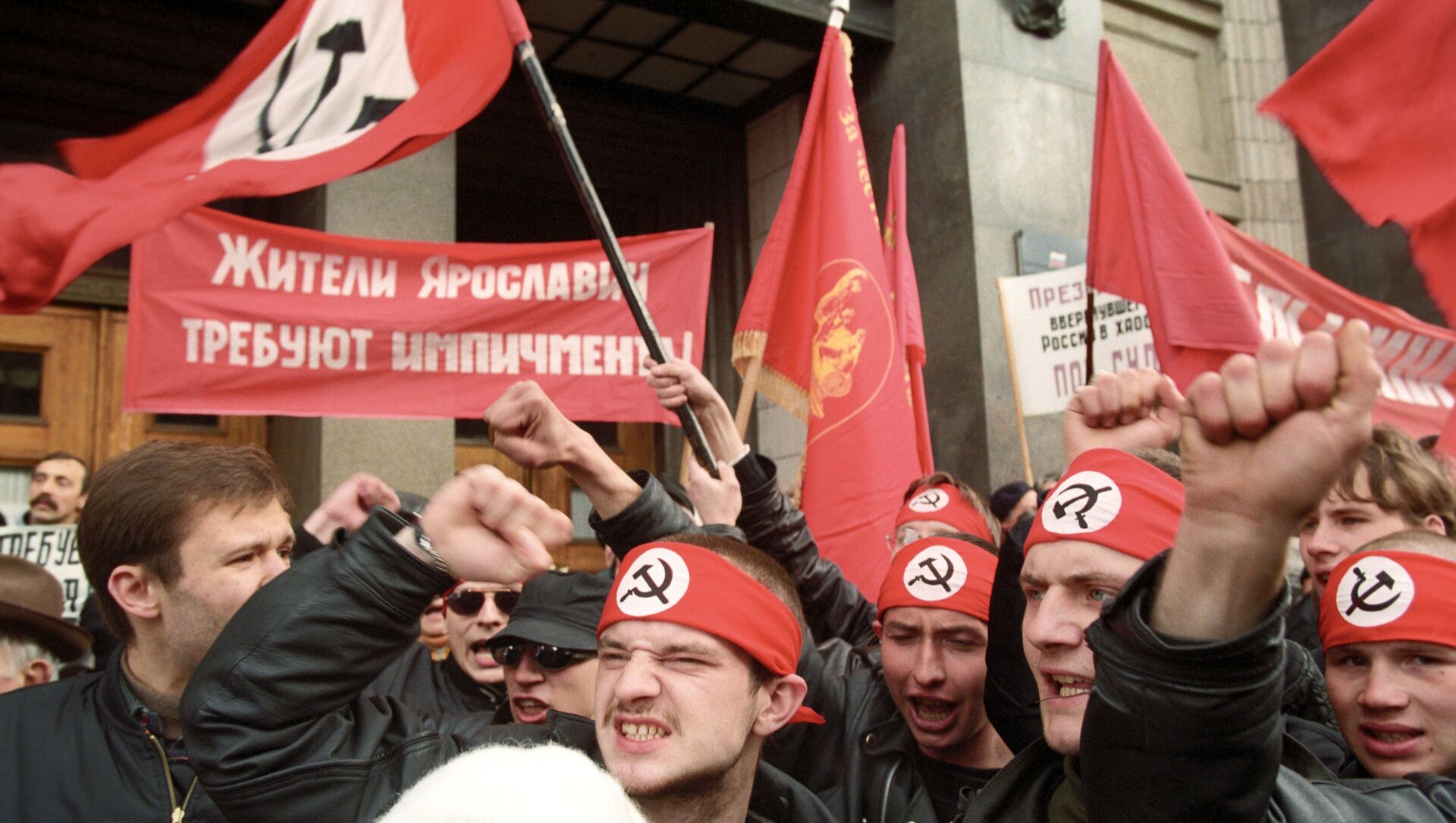
Komuniści i narodowi bolszewicy w trakcie protestu przeciw Borysowi Jelcynowi

W 1992 roku Eduard Limonow współpracował z  Frontem Ocalenia Narodowego, szeroką koalicją grup przeciwnych Borysowi Jelcynowi. 1 maja 1993 roku Limonow i Aleksandr Dugin podpisali deklarację o stworzeniu Partii Narodowo-Bolszewickiej.
W 1993 roku narodowi bolszewicy brali udział w zamieszkach w trakcie Kryzysu konstytucyjnego w Rosji
. 28 listopada 1994 roku ukazał się pierwszy numer czasopisma „Limonka” – oficjalnego organu Partii.

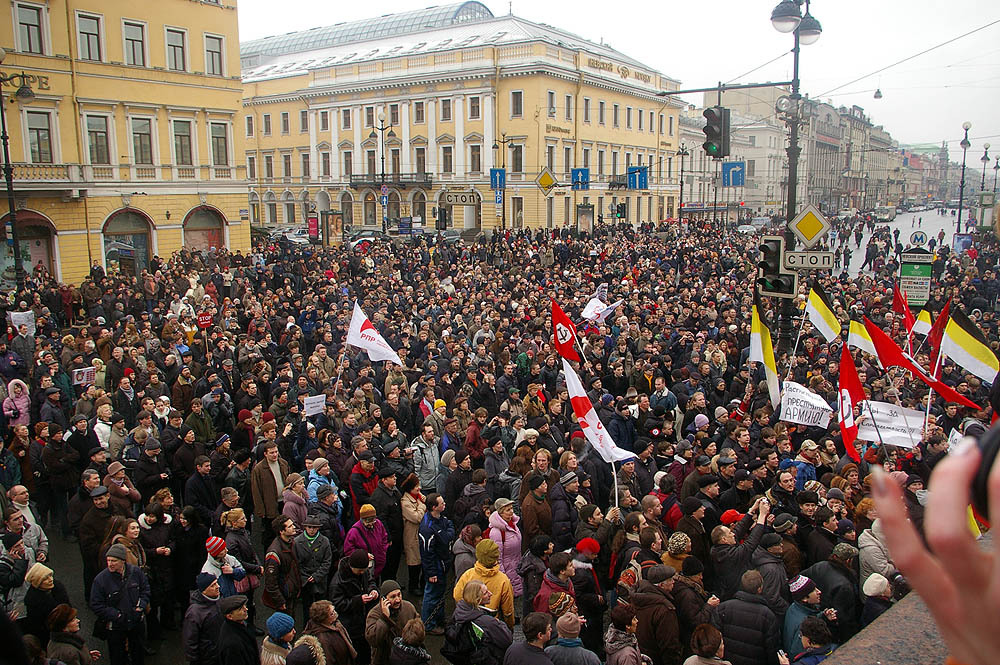
Narodowi Bolszewicy w trakcie demonstracji rosyjskiej opozycji w Petersburgu

W kwietniu 2001 roku Eduard Limonow został aresztowany wraz z grupą narodowych bolszewików pod zarzutem terroryzmu i wzywania do obalenia siłą porządku konstytucyjnego. Narodowym bolszewikom zarzucono przygotowywania zbrojnego powstania wśród rosyjskojęzycznej mniejszości Kazachstanu. Od momentu aresztu lidera Partia podjęła działania przeciw administracji prezydenta Władimira Putina. w 2002 roku narodowi bolszewicy starli się z siłami policji podczas lewicowej demonstracji „Antykapitalizm 2002” w 2003 roku Limonow został wypuszczony z więzienia Lefortowo Partia Narodowo Bolszewicka stała się ważnym członkiem opozycyjnej koalicji Inna Rosja. W 2006 roku narodowi bolszewicy uczestniczyli we wspólnych demonstracjach rosyjskiej opozycji. W 2007 roku Sąd Najwyższy potwierdził decyzję sądu niższej instancji o zakazie działalności Partii Narodowo Bolszewickiej

### Po delegalizacji Partii

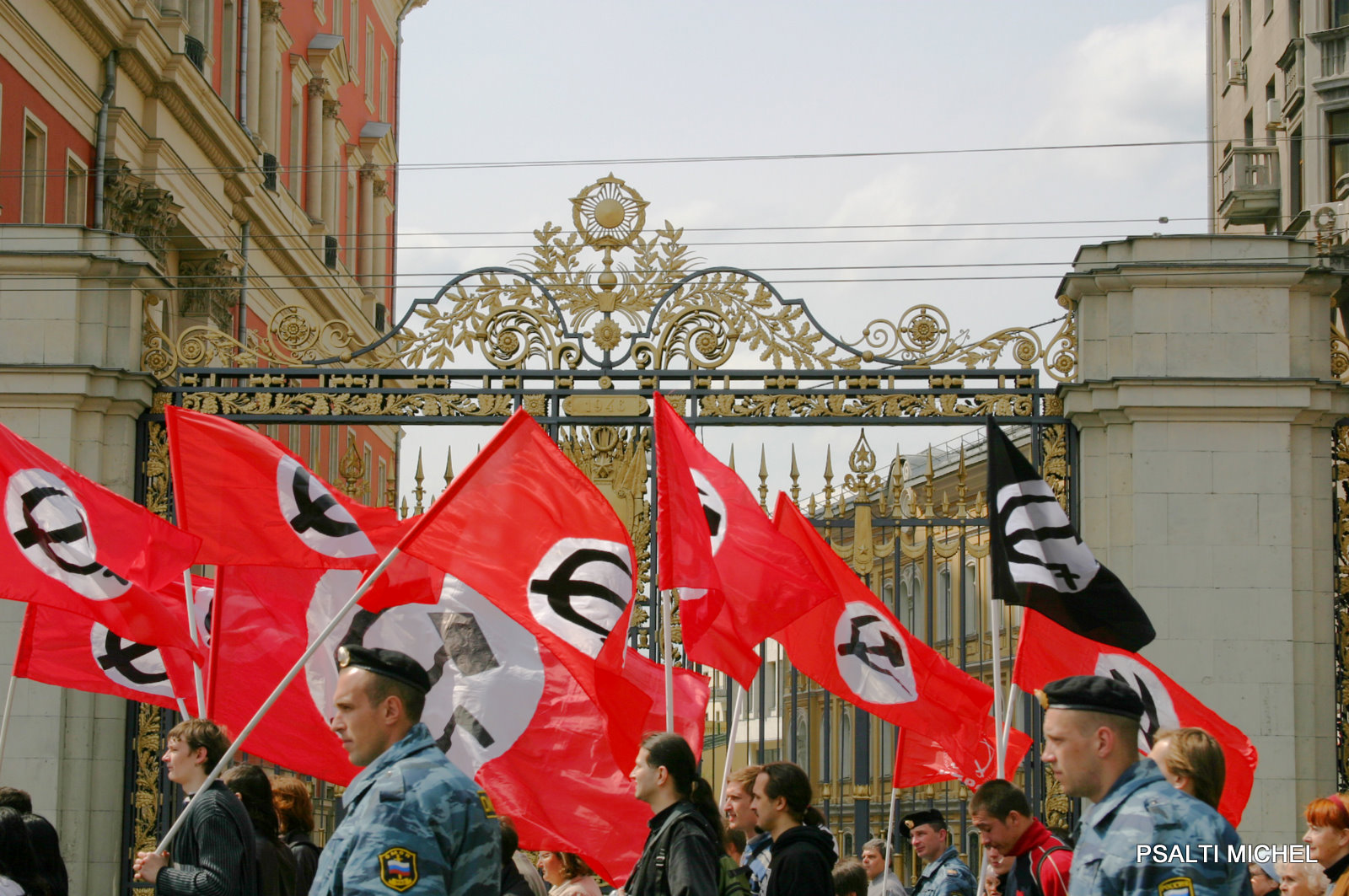
Narodowi Bolszewicy w trakcie demonstracji w Moskwie

W 2009 r. członkowie zdelegalizowanej NBP wzięli udział w tzw. Strategii-31, serii protestów obywatelskich na rzecz prawa do pokojowych zgromadzeń. W lipcu 2010 r. Narodowi Bolszewicy założyli nową partię polityczną Inna Rosja We wrześniu 2021 r. Europejski Trybunał Praw Człowieka orzekł, że delegalizacja Partii Narodowo Bolszewickiej stanowiła naruszenie artykułu 11 Europejskiej Konwencji Praw Człowieka.

## Akcje bezpośrednie

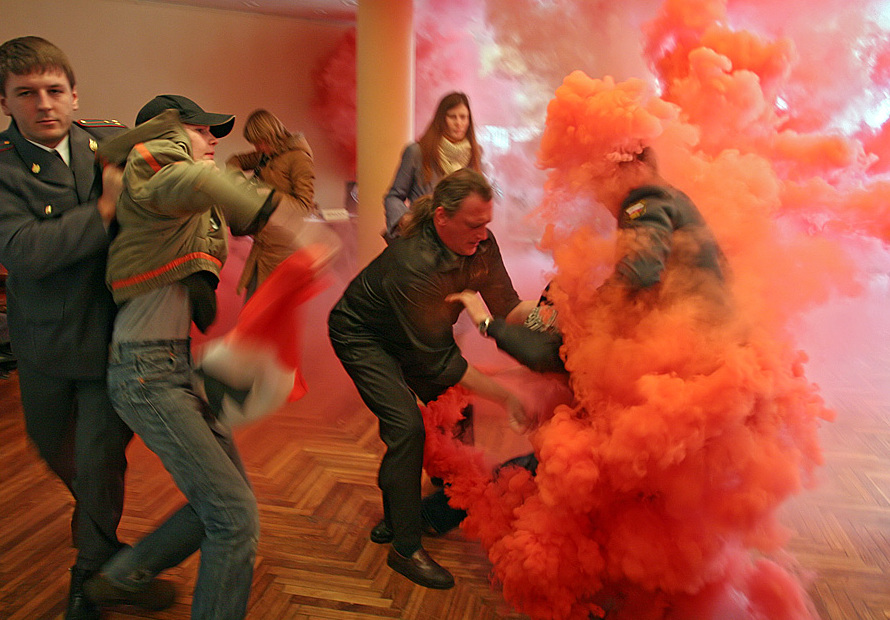
Narodowi Bolszewicy atakują lokal wyborczy w czasie wyborów do Dumy w 2007 roku by zaprotestować przeciw delegalizacji Partii

Główną metoda działalności Partii Narodowo-Bolszewickiej jest tzw. akcja bezpośrednia, polegająca m.in. na zajmowaniu i okupowaniu budynków państwowych, obrzucaniu nielubianych polityków jajkami, pomidorami itp., oraz organizowaniu masowych demonstracji. Od 1998 roku za działalność opozycyjną uwięzionych było ponad 150 członków NBP.

### Głośne akcje bezpośrednie
- 24 sierpnia 1999 r. narodowi bolszewicy okupowali wieżę Klubu Marynarzy Wojskowych w Sewastopolu w Dniu Niepodległości Ukrainy. Wywieszono transparent "Sewastopol - rosyjskie miasto". Kilku uczestników akcji skazano na karę więzienia.[34][35]
- Podczas podróży księcia Karola po krajach bałtyckich w 2001 r. członkini łotewskiego oddziału NBP uderzyła księcia Karola w twarz kwiatem w akcie protestu przeciwko wojnie w Afganistanie.[36][37]
- Podczas szczytu NATO w Pradze w 2002 r. narodowi bolszewicy obrzucili George'a Robertsona pomidorami, aby zaprotestować przeciwko rozszerzeniu NATO i amerykańskiemu imperializmowi.[38]
- 3 marca 2004 r. narodowi bolszewicy zajęli siedzibę Jednej Rosji w Moskwie protestując przeciwko polityce rządu.[39]
- 22 czerwca 2004 r. Narodowi Bolszewicy okupowali Ambasadę Handlową Niemiec w Moskwie w rocznicę niemieckiej inwazji na Związek Radziecki. Powiesili transparent z napisem „Nigdy nie zapomnimy! Nigdy nie wybaczymy!”[40]
- 2 sierpnia 2004 r. grupa narodowych bolszewików zajęła biuro Ministerstwa Zdrowia i Rozwoju Społecznego w Moskwie, aby zaprotestować przeciwko reformie świadczeń socjalnych.Policja aresztowała większość uczestników, a 12 grudnia 2004 r. siedmiu narodowych bolszewików zostało skazanych na pięć lat więzienia.[41][42]
- 25 września 2006 r. narodowi bolszewicy okupowali budynek Ministerstwa Finansów w Moskwie, aby zaprotestować przeciwko liberalnej polityce gospodarczej.[43][44][45]